# Dziadki
Dziadki (deutsch Dziadtken, 1938–1945 Jagdwiesen) ist ein Ort in der polnischen Woiwodschaft Ermland-Masuren, der zur Gmina Pisz (Stadt- und Landgemeinde Johannisburg) im Powiat Piski (Kreis Johannisburg) gehört.

## Geographische Lage
Der Weiler (polnisch Osada) Dziadki liegt im Südosten der Woiwodschaft Ermland-Masuren, 20 Kilometer südwestlich der Kreisstadt Pisz (deutsch Johannisburg).

## Geschichte
Das kleine vor 1800 Dziake, nach 1820 Dziatki, vor 1827 Daziadtken und nach 1912 Dziadtken genannte Dorf bestand aus einer Försterei und zwei kleinen Höfen. Im Jahr 1874 wurde es in den neu errichteten Amtsbezirk Turoscheln (polnisch Turośl) eingegliedert, der – 1938 in Amtsbezirk Mittenheide umbenannt – bis 1945 bestand und zum Kreis Johannisburg im Regierungsbezirk Gumbinnen (ab 1905 Regierungsbezirk Allenstein) in der preußischen Provinz Ostpreußen gehörte.
Am 28. Juli 1875 schlossen sich die Landgemeinden Dziadtken und Turoscheln zur neuen Landgemeinde Turośl zusammen. Der Ortsteil Dziadtken wurde am 3. Juni (amtlich bestätigt am 16. Juli) 1938 in Jagdwiesen umbenannt.
Im Jahr 1945 kam der Ort in Kriegsfolge mit dem gesamten südlichen Ostpreußen zu Polen und erhielt die polnische Namensform Dziadki. Heute ist er eine Ortschaft im Verbund der Stadt- und Landgemeinde Pisz im Powiat Piski, bis 1998 der Woiwodschaft Suwałki, seither der Woiwodschaft Ermland-Masuren zugehörig.

## Religionen
Bis 1945 war Dziadtken in die evangelische Kirche Turoscheln in der Kirchenprovinz Ostpreußen der Evangelischen Kirche der Altpreußischen Union sowie in die römisch-katholische Kirche Johannisburg im Bistum Ermland eingepfarrt. 
Heute gehört Dziadki katholischerseits zur Pfarrei Turośl im Bistum Ełk der Römisch-katholischen Kirche in Polen. Die evangelischen Einwohner orientieren sich zur Kirchengemeinde in der Kreisstadt Pisz innerhalb der Diözese Masuren der Evangelisch-Augsburgischen Kirche in Polen.

## Verkehr
Dziadki liegt an einem Landweg, der von Turośl nach Zdunowo (Sdunowen, 1938–1945 Sadunen) führt. Eine Bahnanbindung besteht nicht.